# Pjotr Bartenev

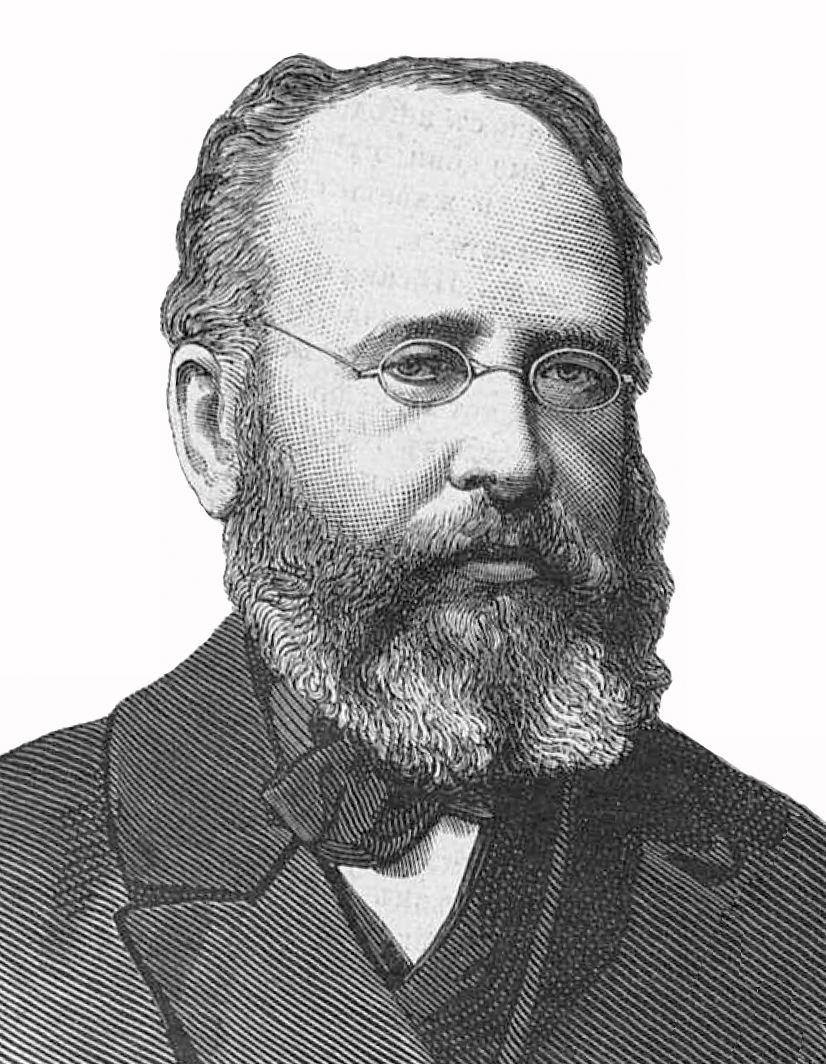
Pjotr Bartenev.

Pjotr Ivanovitj Bartenev (ryska: Пётр Иванович Бартенев), född 13 oktober (gamla stilen: 1 oktober) 1829 i guvernementet Tambov, död 4 november (gamla stilen: 22 oktober) 1912 i Moskva, var en rysk historiker och litteraturvetare.
Bartenev utgav kejsar Aleksej Michajlovitjs och skalden Gavrila Derzjavins brev samt studier rörande Vasilij Zjukovskij och Aleksandr Pusjkin. Sin största betydelse hade Bartenev såsom grundare och redaktör för tidskriften "Russkij archiv" (från och med år 1863).